# Віллі Ферні
Віллі Ферні (англ. Willie Fernie, нар. 22 листопада 1928, Кінглассі — пом. 1 липня 2011, Глазго) — шотландський футболіст, що грав на позиції нападника. По завершенні ігрової кар'єри — футбольний тренер.
Значну частину кар'єри провів у «Селтіку», з яким ставав національним чемпіоном та володарем кубка. Також виступав за національну збірну Шотландії, у складі якої був учасником двох чемпіонатів світу (1954 та 1958).

## Клубна кар'єра
Розпочав свою кар'єру в рідному місті, виступаючи за місцевий клуб «Кінглассі Хартс». 1949 року переїхав до Глазго, підписавши контракт з «Селтіком», де здобув популярність як універсальний футболіст, здатний успішно виступати в найрізноманітніших ігрових амплуа. 
1951 року Віллі з «Селтіком» здобув національний кубок, а 1954 року Ферні з кельтами виграв золотий дубль. Крім того Віллі разом з «Селтіком» двічі вигравав Кубок шотландської ліги (1956 і 1957). 
З початку 1959 року до літа 1960 року грав за англійське «Мідлсбро», після чого повернувся в «Селтік», де провів ще один сезон.
1962 року перейшов в «Сент-Міррен», з яким того ж сезону дійшов до фіналу кубка Шотландії.
В подальшому виступав за шотландські та ірландські клуби, однак особливих успіхів не здобув. Завершив професійну ігрову кар'єру в північноірландському клубі «Бангор».

## Виступи за збірну
1954 року дебютував в офіційних матчах у складі національної збірної Шотландії. 
У складі збірної був учасником чемпіонату світу 1954 року у Швейцарії, чемпіонату світу 1958 року у Швеції, на яких, утім, збірна виступила невдало.
Протягом кар'єри у національній команді, яка тривала 5 років, провів у формі головної команди країни 12 матчів, забивши 1 гол.

## Кар'єра тренера
З 1967 до 1973 року працював тренером дубля «Селтіка». Потім він тренував «Кілмарнок», який 1974 року вивів у перший дивізіон. Однак після вильоту з нього в 1977 році був знятий з посади головного тренера. Після цього Ферні пішов зі світу футболу та працював таксистом в Глазго.
Помер від хвороби Альцгеймера 1 липня 2011 року на 83-му році життя у місті Глазго.